# Antonio Di Pietro
Antonio Di Pietro (Montenero di Bisaccia, 2 ottobre 1950) è un ex magistrato e politico italiano.
Ha fatto parte del pool di Mani pulite come sostituto procuratore della Repubblica presso il tribunale di Milano; nel 1996 è entrato in politica, e nel 1998 ha fondato il partito Italia dei Valori dal quale, nell'ottobre 2014, si allontana lasciando tutti gli incarichi.
Dal punto di vista ideologico Di Pietro dichiara di considerarsi un liberale di fede cattolica.
È stato due volte ministro della Repubblica prima come Ministro dei lavori pubblici nel Governo Prodi I dal 18 maggio 1996 al 20 novembre 1996 e Ministro delle infrastrutture nel Governo Prodi II dal 17 maggio 2006 all'8 maggio 2008.

## Biografia
Nato a Montenero di Bisaccia (Campobasso), figlio di Giuseppe Di Pietro e di Annina Palma (1912-1994) ha due sorelle: Concettina e Pierina. Nel 1987 il padre morì travolto e schiacciato dal trattore con cui stava arando i campi di barbabietole, mentre la madre si spense nel 1994 dopo un attacco cardiaco (i suoi funerali furono celebrati sotto la massima scorta). Di Pietro aveva una sorella gemella, Angelina, morta all'età di quattro anni nel sonno accanto al fratello; Di Pietro dirà che il suo primo ricordo fu quello di svegliarsi accanto al suo corpo freddo. La sorella maggiore si recò in convento a Termoli ed il giovane Antonio la seguì in seminario, ma non avendo la vocazione si trasferì a Roma nella scuola di perito industriale.
Durante la gioventù praticò diversi lavori: il gelataio, il cameriere, il garagista notturno, il lavamacchine. Dopo aver conseguito il diploma di perito in telecomunicazioni, nel 1971 a 21 anni emigrò a Böhmenkirch, in Baden-Württemberg (Germania); la sua giornata si suddivideva fra un lavoro da operaio lucidatore di metalli in una fabbrica metalmeccanica e un altro, il pomeriggio, in una segheria. Tornato in Italia, nel 1973, intraprese gli studi all'Università degli Studi di Milano presso la facoltà di giurisprudenza, mentre lavorava nell'Aeronautica Militare.

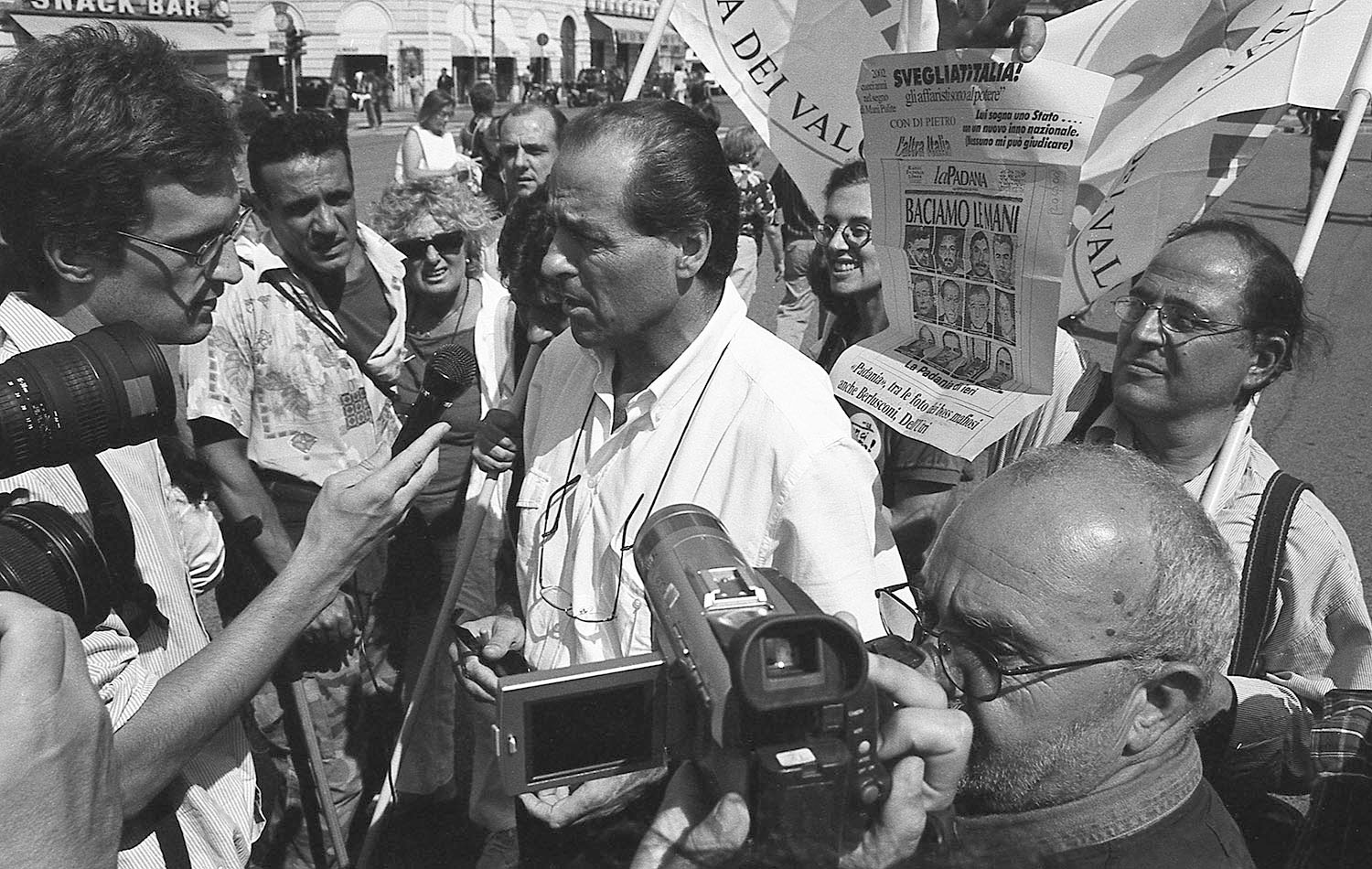
Antonio Di Pietro alla manifestazione per la libertà di stampa Roma piazza San Giovanni 14 settembre 2002

Nel 1978 terminò gli studi universitari conseguendo la laurea; l'anno successivo, attraverso un pubblico concorso, assunse le funzioni di segretario comunale in alcuni comuni del comasco. Nel 1980 vinse un concorso della Polizia di Stato per Commissario, frequentando la Scuola Superiore di Polizia. Successivamente venne inviato alla questura di Milano come responsabile del IV distretto di Polizia giudiziaria. Nel 1981 invece vinse il concorso di uditore giudiziario: fu assegnato, con funzione di Sostituto Procuratore, alla Procura della Repubblica di Bergamo.

### Vita privata
Di Pietro si è sposato nel 1973 con Isabella Ferrara, da cui lo stesso anno ha avuto un figlio: Cristiano, consigliere regionale del Molise dal 2011 al 2018 per l'Italia dei Valori.
Dopo il divorzio, si è sposato in seconde nozze nel 1994 con Susanna Mazzoleni, avvocato di famiglia bergamasca (padre anch'egli avvocato e nonno notaio). Con lei ha avuto due figli: Anna e Antonio Giuseppe.
Dopo la fine dell'esperienza politica si è ritirato nel suo paese natale, Montenero di Bisaccia, dove ha rimesso in piedi l'azienda agricola di famiglia.
Oltre a divenire famoso per Tangentopoli, si è sostenuto da alcune parti che Di Pietro fosse abbastanza vicino alla Democrazia Cristiana e in particolare ad Andreotti: Craxi in un'intervista di fine anni '90 affermò che Di Pietro fosse relatore al Premio Fiuggi, patrocinato da Andreotti in persona, così come ad altre iniziative vicine a lui.

## Carriera in magistratura

### Il pool di Mani Pulite e Tangentopoli
Nel 1985 passa alla Procura della Repubblica di Milano, dove si occupa soprattutto di reati contro la pubblica amministrazione. Si fa notare per la sua padronanza degli strumenti informatici, che gli consente una notevole velocizzazione delle indagini e un efficiente collegamento dei dati processuali. In questo modo, all'epoca di Tangentopoli, può svolgere una notevolissima mole di lavoro. Nel 1989 il Ministero di Grazia e Giustizia lo nomina consulente per l'informazione e membro di alcune commissioni ministeriali per la riorganizzazione informatizzata dei servizi della pubblica amministrazione.

Antonio Di Pietro nel 1993-1994, come p.m. del processo Enimont-Cusani, il processo principale di Mani pulite.

Nel 1991, in un articolo pubblicato sul mensile milanese Società civile, Di Pietro sostenne che la tangente data al politico dall'imprenditore in cambio dell'appalto costituiva un sistema così pervasivo da rappresentare la norma, nella Milano degli anni novanta; la tangente, che egli chiamava «dazione ambientale», a suo parere veniva oramai data talmente per scontata che praticamente non era necessario né chiederla né proporla: era automatica, «ambientale», appunto.
Le prove di quanto affermato in quell'articolo arriveranno con l'arresto di Mario Chiesa proprio da parte dell'allora PM Di Pietro, il primo tassello di un gigantesco "effetto domino" che dette l'avvio alla fine della I Repubblica. Come pubblico ministero di punta del cosiddetto Pool di Mani pulite, composto anche da altri magistrati come Gherardo Colombo, Piercamillo Davigo, Ilda Boccassini e Armando Spataro, coordinati da Francesco Saverio Borrelli, ha messo sotto inchiesta per corruzione centinaia di politici locali e nazionali, tra cui alcune figure politiche di primo piano, come il segretario del Partito Socialista Italiano, Bettino Craxi.
In riferimento ai fatti di quegli anni, Di Pietro ha rivelato, durante la puntata dell'8 ottobre 2009 della trasmissione televisiva Annozero, che, pochi giorni prima della strage di via D'Amelio (19 luglio 1992), in seguito a una nota riservata dei ROS che lo indicava come probabile obiettivo di un imminente attentato, fu messo sotto protezione e fatto espatriare in Costa Rica, sotto il falso nome di Marco Canale.

### Dimissioni dalla magistratura
Il 6 dicembre del 1994, poco prima che si riuscisse a tenere alla Procura di Milano l'interrogatorio, che era previsto per il 26 dicembre, dell'allora Presidente del Consiglio Silvio Berlusconi, indagato per corruzione, si dimetterà dalla magistratura.
La spiegazione resa all'epoca fu quella di voler evitare "di essere tirato per la giacca", ma su questo dettaglio si ebbero nel tempo, da parte dello stesso Di Pietro, varie versioni: Di Pietro prima addusse l'esigenza che i veleni sul suo conto - dal "poker d'assi" di Rino Formica al dossier de "Il Sabato", dall'inchiesta del GICO sull'autosalone di via Salomone alle indagini bresciane attivate dalle denunce degli inquisiti - non danneggiassero l'immagine della Procura di Milano. Successivamente lamentò come ragione scatenante la fuga di notizie sull'avviso di garanzia a Berlusconi, reso noto durante la conferenza di Napoli sul crimine transnazionale mentre Di Pietro si trovava a Parigi per rogatorie internazionali.
Una sentenza assolutoria nei confronti di diversi imputati, tra cui Paolo Berlusconi e Cesare Previti, accusati di aver fatto indebite pressioni affinché Di Pietro abbandonasse la magistratura, ha sostenuto che Di Pietro si fosse già determinato a lasciare la toga quando venne avanzata la richiesta di interrogare Silvio Berlusconi. La sentenza afferma anche che alcuni fatti ascrivibili al magistrato potevano presentare rilevanza disciplinare.
Nel 2020 Di Pietro ha rilasciato un'intervista in cui contesta questa versione, dà la sua spiegazione e annuncia di aver intenzione di fornire maggior precisazioni in futuro.

## Carriera politica

### Prima chiamata in politica
Subito dopo le elezioni del 27 marzo 1994, Silvio Berlusconi gli chiede di abbandonare la magistratura e di entrare a far parte del suo governo come ministro dell'interno. Quando il Governo Berlusconi I era in formazione, ci furono una serie di incontri tra Silvio Berlusconi e Di Pietro, falliti definitivamente il 7 maggio 1994, con l'ultimo no di Di Pietro a Berlusconi a qualunque incarico di governo.
Di Pietro di fronte a numerosi giornalisti ha sostenuto che, pur dichiarandosi lusingato, non accettò perché preferiva continuare il suo lavoro di magistrato, seguendo il consiglio di Francesco Saverio Borrelli (che avrebbe rivolto, con analogo successo, lo stesso consiglio a Piercamillo Davigo, cui Ignazio La Russa avrebbe offerto il ministero della giustizia). Secondo quanto affermato da Cesare Previti nel 1995, a Di Pietro era stato offerto il ministero dell'interno e quest'ultimo aveva manifestato la sua disponibilità. Le affermazioni di Previti contrastano con quelle fatte da Berlusconi durante l'ultima campagna elettorale e nel 1996, quando sostenne di non aver avuto il tempo di formulare l'offerta in questione, poiché Di Pietro lo aveva già messo al corrente del fatto che gli era stato sconsigliato di accettare l'offerta.
Nel luglio del 1995 in un interrogatorio presso la procura di Brescia circa i suoi rapporti con Di Pietro, Silvio Berlusconi riferì di aver proposto al magistrato la direzione dei servizi segreti. Anni dopo, nella campagna elettorale del 2008, Berlusconi ha negato di aver offerto un ministero a Di Pietro.

### Ministro dei Lavori pubblici nel Governo Prodi I
Nel 1996 chiamato da Romano Prodi accetta di divenire ministro nel suo Governo sostenuto dalla coalizione dell'Ulivo, appena insediatosi dopo la vittoria nelle elezioni politiche di aprile.
L'incarico affidatogli è il ministro dei lavori pubblici,  ma decide di presentare le sue dimissioni dopo sei mesi, il giorno dopo in cui gli viene notificata da Brescia una nuova indagine nei suoi confronti (avviso di garanzia). Prodi respinge le dimissioni, ma Di Pietro non vuole tornare sui suoi passi. Verrà poi prosciolto dai 27 capi di accusa in tutti e dieci i processi perché il fatto non sussiste.

### Elezione al Senato e al Parlamento Europeo
Il 20 giugno 1997 il senatore del PDS Pino Arlacchi è nominato vicesegretario generale delle Nazioni Unite. Nelle settimane successive Massimo D'Alema d'intesa con Romano Prodi offrono a Di Pietro la possibilità di sostituire Arlacchi candidandosi per l'Ulivo nel collegio senatoriale del Mugello, in Toscana. Di Pietro accetta inaugurando così la sua attività politica.
Il 9 novembre 1997 si tengono dunque le elezioni suppletive che Di Pietro vince contro Giuliano Ferrara per la coalizione di Silvio Berlusconi, Sandro Curzi per il PRC, e Franco Checcacci per la Lega Nord, con il 67,8% dei voti. Diventa così senatore e, come indipendente, aderisce al gruppo misto. Il neosenatore però lavora subito per la creazione di un gruppo parlamentare proprio, ma nel febbraio 1998 è costretto a rinunciarci preferendo lavorare alla creazione di un proprio movimento politico.
Nasce così, il 21 marzo seguente a Sansepolcro, Italia dei Valori. A fondare il movimento ci sono anche Elio Veltri e l'amica di famiglia Silvana Mura (poi parlamentare e capogruppo IdV alla Camera) che vede l'adesione anche di altri parlamentari, e insieme con loro forma un sottogruppo. Dopo la caduta del Governo Prodi I dell'ottobre del 1998, si verificano dei cambiamenti nell'assetto dei partiti alleati. Di Pietro è un sostenitore di Romano Prodi, lo considera come unico punto di riferimento, aderisce al progetto dei Democratici, che intende portare avanti l'idea unitaria formale dei partiti che sono a fondamento dell'Ulivo. Così nel febbraio 1999 viene deciso lo scioglimento del giovane movimento, per farlo confluire, insieme con altre formazioni politiche, in quello di Prodi. Di Pietro viene scelto per svolgere l'importante ruolo di responsabile organizzativo.
I Democratici esordiscono alle elezioni europee dello stesso anno, ottenendo il 7,7% dei voti e sette seggi, e Di Pietro viene eletto eurodeputato con funzioni di Presidente di Delegazione del Parlamento europeo dapprima per le relazioni con il Sud America, poi per l'Asia centrale e infine per il Sudafrica.

### Italia dei Valori
In seguito a ripetuti dissidi con la linea portata avanti da Arturo Parisi, leader del partito, con il culmine nello strappo avvenuto quando Di Pietro sceglie di non votare la fiducia al nuovo governo Amato, il 27 aprile 2000 si separa dai Democratici. Rifonda quindi Italia dei Valori come partito autonomo nel settembre dello stesso anno, sempre con l'obiettivo di portare avanti le proprie battaglie politiche, mettendo sempre in primo piano temi come la valorizzazione e l'affermazione della legalità e la necessità di trasparenza amministrativa e a livello politico.
Pur d'accordo nel contrastare la coalizione guidata da Silvio Berlusconi, per le elezioni politiche del 2001 Di Pietro non riesce a trovare un accordo e si presenta quindi da solo alla competizione elettorale. Tuttavia non risulterà eletto, non riuscendo a spuntarla nel collegio uninominale in Molise e non superando, con la sua lista al proporzionale, la soglia del 4%, seppur di poco (3,9%).

### Il 'tentato' Nuovo Ulivo e la rielezione al Parlamento europeo
Alla vigilia delle elezioni europee del 2004, Di Pietro aderisce all'appello di Prodi di presentarsi sotto un unico simbolo nel nome dell'Ulivo. Ma non tutti sono d'accordo con l'ingresso di Di Pietro (il fronte dell'opposizione è guidato dai socialisti dello SDI). E così nasce una nuova intesa elettorale con Achille Occhetto: insieme presentano la Lista Società Civile, Di Pietro-Occhetto, Italia dei Valori.
Nel suo simbolo, la lista inserisce la dicitura "Per il Nuovo Ulivo", con un piccolo ramoscello d'ulivo, per sottolineare la chiara intenzione di partecipare alla rinascita e al rafforzamento della coalizione. Prodi, in un primo momento, plaude all'idea, ma poi Di Pietro e Occhetto (a campagna elettorale già avviata) sono costretti a eliminare quel frammento del loro simbolo perché - dicono dalla coalizione - si potrebbe generare confusione fra gli elettori che potrebbero confonderlo con il "vero" Ulivo.
La lista, comunque, corre regolarmente alle elezioni, ma il progetto è un fallimento: raccoglie soltanto il 2,1% dei voti validi. Occhetto abbandona immediatamente l'alleanza, cedendo il seggio di parlamentare europeo in favore del giornalista Giulietto Chiesa (come aveva anticipato prima delle elezioni) e conservando quindi il suo seggio al Senato.
Di Pietro viene rieletto al Parlamento europeo nella circoscrizione sud, dopo aver ricevuto in tutta Italia quasi 200 000 preferenze. Iscritto al gruppo parlamentare dell'ALDE; membro della Conferenza dei presidenti di delegazione; della Commissione giuridica; della Commissione per le libertà civili, la giustizia e gli affari interni; della Delegazione per le relazioni con il Sudafrica.
Nel 2016, Di Pietro viene condannato a risarcire personalmente 2.694.000 euro di rimborsi elettorali al movimento di Achille Occhetto e Giulietto Chiesa. Ai giornali Di Pietro ha replicato dicendo che non si trattava di una condanna ma di un decreto ingiuntivo del Tribunale di Roma a cui avrebbe fatto ricorso, come in passato per motivi simili nella stessa vicenda, presentando ai giornali anche un atto di marzo 2004 dove i suddetti rinunciavano a tali rimborsi in favore di Italia dei Valori.

### Ingresso nell'Unione e il 4º posto alle primarie
Intanto, nasce la nuova coalizione di centro-sinistra, chiamata L'Unione, che si apre ai contributi di Italia dei Valori e di Rifondazione Comunista. Il nuovo schieramento esordisce alle elezioni regionali del 2005: IdV ne è parte integrante in tutte le 14 regioni chiamate al voto, ma il partito conferma il suo trend negativo, raggranellando soltanto l'1,8% dei voti.
Prodi, in vista delle elezioni politiche del 2006, lancia l'idea delle consultazioni primarie per la scelta del candidato premier. Il progetto va in porto, le primarie si organizzano e Di Pietro presenta subito la sua candidatura. Le primarie si svolgono il 16 ottobre 2005 con sette candidati: Di Pietro è arrivato quarto, raccogliendo 142.143 voti (il 3,3% dei consensi), alle spalle di Romano Prodi, che ha ricevuto l'investitura di candidato premier della coalizione, di Fausto Bertinotti e di Clemente Mastella.

### Ministro delle Infrastrutture nel Governo Prodi II

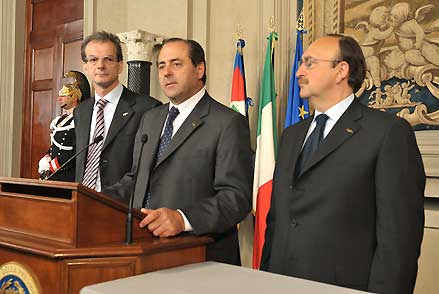
Di Pietro con i capigruppo dell'IdV Massimo Donadi e Felice Belisario al termine dei colloqui col Presidente della Repubblica in occasione delle consultazioni per il nuovo governo.

Le elezioni politiche del 9 e 10 aprile 2006 fanno registrare un avanzamento dell'Italia dei Valori (che si attesta al 2,3% alla Camera e al 2,9% al Senato) grazie anche al buonissimo risultato conseguito in una circoscrizione tradizionalmente ostica per Di Pietro e il centrosinistra, la Sicilia, in cui decisiva fu la presenza nelle liste dell'IdV di Leoluca Orlando, da un anno segretario regionale del movimento in terra sicula e che successivamente verrà nominato presidente del partito.
Il successo nelle consultazioni arride all'Unione e il 17 maggio 2006 Di Pietro viene nominato ministro delle infrastrutture nel secondo Governo Prodi. Lascia l'incarico di europarlamentare per accettare quello di deputato nazionale.
In qualità di ministro delle infrastrutture, sospende la procedura di fusione tra la società autostrade e l'omologa spagnola Abertis, eccependo il danno economico che lo Stato avrebbe avuto dall'esecuzione di tale piano.

### Protesta sull'indulto
Nel luglio 2006 scoppia una polemica interna alla coalizione di governo, in particolare nei confronti del ministro della giustizia Clemente Mastella, a causa della forte contrarietà del partito di Di Pietro a inserire i reati finanziari, societari e di corruzione all'interno del provvedimento di indulto. Il provvedimento è sostenuto, invece, in maniera trasversale da esponenti e partiti di entrambi gli schieramenti, esclusa la Lega Nord, i Comunisti Italiani e gran parte di Alleanza Nazionale.
Di Pietro manifesta davanti a Palazzo Madama prima dell'approvazione del provvedimento al Senato, insieme con la Lega Nord. Tuttavia, al contrario di tale partito, Di Pietro si è dichiarato a malincuore favorevole all'indulto come mezzo per svuotare le carceri solo dopo un cambiamento della riforma Castelli, come previsto dal programma dell'Ulivo.
Tali richieste non vengono accolte e Di Pietro pubblica polemicamente sul suo sito web personale i nomi dei deputati che hanno votato a favore dell'indulto, tra i quali anche Federica Rossi Gasparrini dell'Italia dei Valori, poi passata all'Udeur. Afferma Di Pietro:

### Elezioni 2008

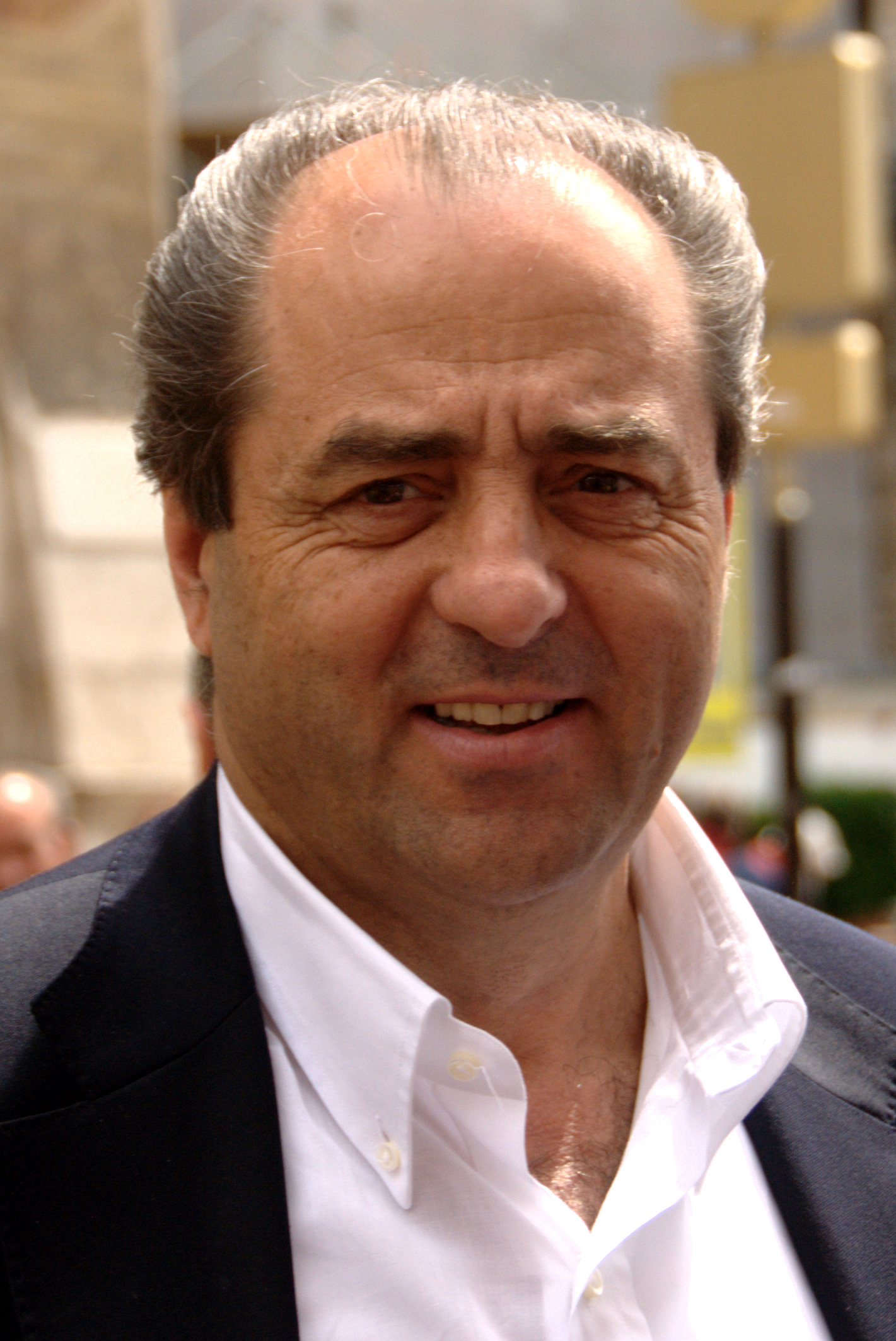
Di Pietro nel 2010.

In occasione delle elezioni politiche del 2008, Di Pietro entra in coalizione con il Partito Democratico. Il suo partito ottiene il 4,4% alla Camera dei Deputati e il 4,3% al Senato raddoppiando i suoi voti; l'ex magistrato sceglie il seggio conquistato nel natìo Molise, dove aveva raggiunto il miglior risultato in Italia, superando in entrambe le camere il Partito Democratico.

### Elezioni 2013 con Rivoluzione Civile e le dimissioni
Nel 2013, in occasione delle elezioni politiche del 2013, decide di rinunciare a presentarsi con il suo partito per appoggiare la lista Rivoluzione Civile, guidata dal candidato premier ed ex magistrato Antonio Ingroia. Viene ricandidato per la Camera. Tuttavia i risultati delle elezioni non consentono a questa lista di superare le rispettive soglie di sbarramento per Camera e Senato, così Di Pietro resta fuori dal Parlamento.
Il 26 febbraio si dimette da presidente dell'Italia dei Valori e il 2 maggio Rivoluzione Civile viene disciolta all'unanimità dai suoi costituenti.
Il 28 giugno al Congresso dell'Italia dei Valori ufficializza le sue dimissioni da presidente del partito dichiarando di rimanere però militante dello stesso. Il nuovo leader del movimento è Ignazio Messina.

### Elezioni europee del 2014
Nel febbraio 2014, nel corso del programma L'aria che tira, annuncia la sua candidatura alle Elezioni europee di maggio, a cui però non parteciperà.

### Abbandono dell'IdV e sviluppi recenti
Il 3 ottobre seguente, poco prima del raduno nazionale di Sansepolcro, Di Pietro decide di lasciare definitivamente l'IdV. Un voto che lo vede nettamente in minoranza (il 95% dei delegati approva infatti la linea politica del segretario Messina) sancisce l'addio al partito che, nel 1998, aveva fondato proprio nella località toscana. Di Pietro, in particolare, volendo portare avanti un'opposizione dura al Governo Renzi, già dopo le elezioni europee aveva criticato la scelta di riallacciare un rapporto di dialogo con il PD.
In seguito, sia nel 2014 sia nel 2015, esprime la propria intenzione di candidarsi come sindaco di Milano in vista delle elezioni del 2016, cosa che poi non avverrà.
Ad aprile 2015 Di Pietro annuncia la nascita dell'associazione Il Molise di tutti, fondata da ex militanti dell'IdV, e nel gennaio 2018 annuncia di volersi candidare come indipendente a guida della Regione. Tale intenzione non sarà poi concretizzata.
In vista delle elezioni politiche del 2018 la sezione molisana del PD gli propone la candidatura nel collegio uninominale di Campobasso al Senato. L'ex magistrato si rende disponibile, ma successivamente il segretario di partito Matteo Renzi pone il veto sulla sua candidatura, poiché «Di Pietro rappresenta una cultura giustizialista che noi non abbiamo mai apprezzato», preferendo a lui Enrico Colavita, presidente di Confindustria del Molise.

## Prese di posizione
- Di Pietro si schiera insieme con Casini e tutta la Casa delle Libertà contro la rimozione del capo della polizia De Gennaro, responsabile della polizia in carica durante le violenze del G8 di Genova, adducendo come motivazione "non tanto il gesto ma le modalità di esecuzione"[53], ritenendo preferibile che non venisse prontamente allontanato, troppo veementemente, un capo della polizia indagato per istigazione alla falsa testimonianza[54], allontanamento che Di Pietro definisce "una vendetta della sinistra massimalista"[53]. Altri membri del suo partito in tale occasione si sono augurati che a De Gennaro venissero affidati altri prestigiosi incarichi, cosa puntualmente accaduta, con la nomina a capo del gabinetto da parte di Amato[55].
- Di Pietro dichiara di opporsi alla riforma sulle intercettazioni che, come egli sostiene, ha come obiettivo l'imbavagliamento dei giornalisti e la limitazione dei poteri della magistratura.
- L'ex magistrato sostiene le ragioni di Europa 7, che da tempo cerca di ottenere le frequenze per trasmettere, situazione per la quale lo Stato Italiano ha subito procedura di infrazione da parte della Comunità europea in data 19 luglio 2006 [2005/5086 C(2006) 3321][56].
- In seguito alla condanna in primo grado di Salvatore Cuffaro per favoreggiamento semplice, ha scritto al Presidente del Consiglio, Romano Prodi, chiedendo la sospensione di diritto di Cuffaro, ai sensi della legge 19 marzo 1990, n. 55[57].
- Nel 2008, dopo le dimissioni di Clemente Mastella da ministro della Giustizia, ha scritto a Romano Prodi, che aveva preso l'interim. In questa lettera, ha denunciato le nomine del Comitato direttivo della Scuola della Magistratura di Benevento, a cui, fra gli ultimi atti che aveva compiuto come ministro, Mastella aveva nominato persone del suo collegio elettorale, fra cui l'avvocato difensore della moglie dello stesso Mastella[58].
- Annuncia l'adesione di IdV all'iniziativa della rivista MicroMega per la manifestazione nazionale dell'8 luglio 2008 in piazza Navona, contro le cosiddette "Leggi canaglia", denominata No Cav Day.
- La sua posizione riguardo al reato di immigrazione è cambiata diverse volte. Egli è passato dal considerarlo giusto (arrivando ad affermare che alcuni immigrati "meriterebbero il taglio degli attributi" e a sostenere pene detentive fino a tre anni nei confronti degli immigrati irregolari) al contrastarlo (considerandolo la causa del sovraffollamento carcerario e dichiarando che gli immigrati "non possono essere considerati di serie B, ma devono avere gli stessi diritti e doveri, a cominciare da quelli elettorali, dei cittadini")[59][60][61]
- Nel marzo 2010, in seguito alla firma del Presidente della Repubblica Napolitano sul decreto-legge che avrebbe permesso la riammissione delle liste PdL nel Lazio e in Lombardia, Di Pietro affermò che bisognava valutare se ci fossero gli estremi per mettere sotto impeachment il Presidente della repubblica in quanto, a suo dire, il Presidente della Repubblica aveva violato la Costituzione contribuendo alla stesura del testo. L'attacco suscitò la reazione sdegnata sia del governo, sia del resto dell'opposizione[62][63].
- Dopo le proteste del Movimiento 15-M che il 15 ottobre 2011 sono degenerate in duri scontri a Roma, il 17 ottobre 2011 alcuni organi di informazione hanno attribuito ad Antonio Di Pietro la volontà di introdurre una nuova "Legge Reale"[64] per gestire situazioni di violenza durante le manifestazioni, mentre lo stesso Di Pietro ha subito respinto e smentito tali affermazioni[65].
- Nel gennaio 2016, durante un'intervista televisiva con Enrico Mentana, dichiarò di aver votato, nel 1992, il Movimento Sociale Italiano; nel settembre 2017, nel corso di un'altra intervista televisiva con Myrta Merlino, dichiarò: Possiamo dire che l'inchiesta di Mani Pulite non ha trovato tangenti in un solo partito. E questo partito è stato il Movimento Sociale di Giorgio Almirante.[66][67][68]
- Nella campagna riguardante il referendum costituzionale sulla Riforma costituzionale Renzi-Boschi Di Pietro si è schierato per il No[69] in aperto contrasto con il suo vecchio partito che ha sostenuto invece il Sì al referendum[70].
- Nel 2020 rilascia un'intervista a L'Espresso in cui riscrive in parte la storia di Mani Pulite: «L'inchiesta nasce a Palermo, con Falcone e Borsellino, ucciso per quel che poteva ancora scoprire (...) Gardini doveva farmi il nome di Salvo Lima, avrei chiuso il cerchio e aperto il processo mafia-appalti. Craxi era solo uno dei tanti. Un politico normale, ha agito come gli altri. Non fatelo più grosso di quel che è. Io puntavo ad Andreotti, mi hanno fermato»[19].
- Il 15 maggio 2024 ha difeso il disegno di legge costituzionale sulla separazione delle carriere di pubblico ministero e giudice penale. [71][72][73]

## Indagini giudiziarie e casi controversi

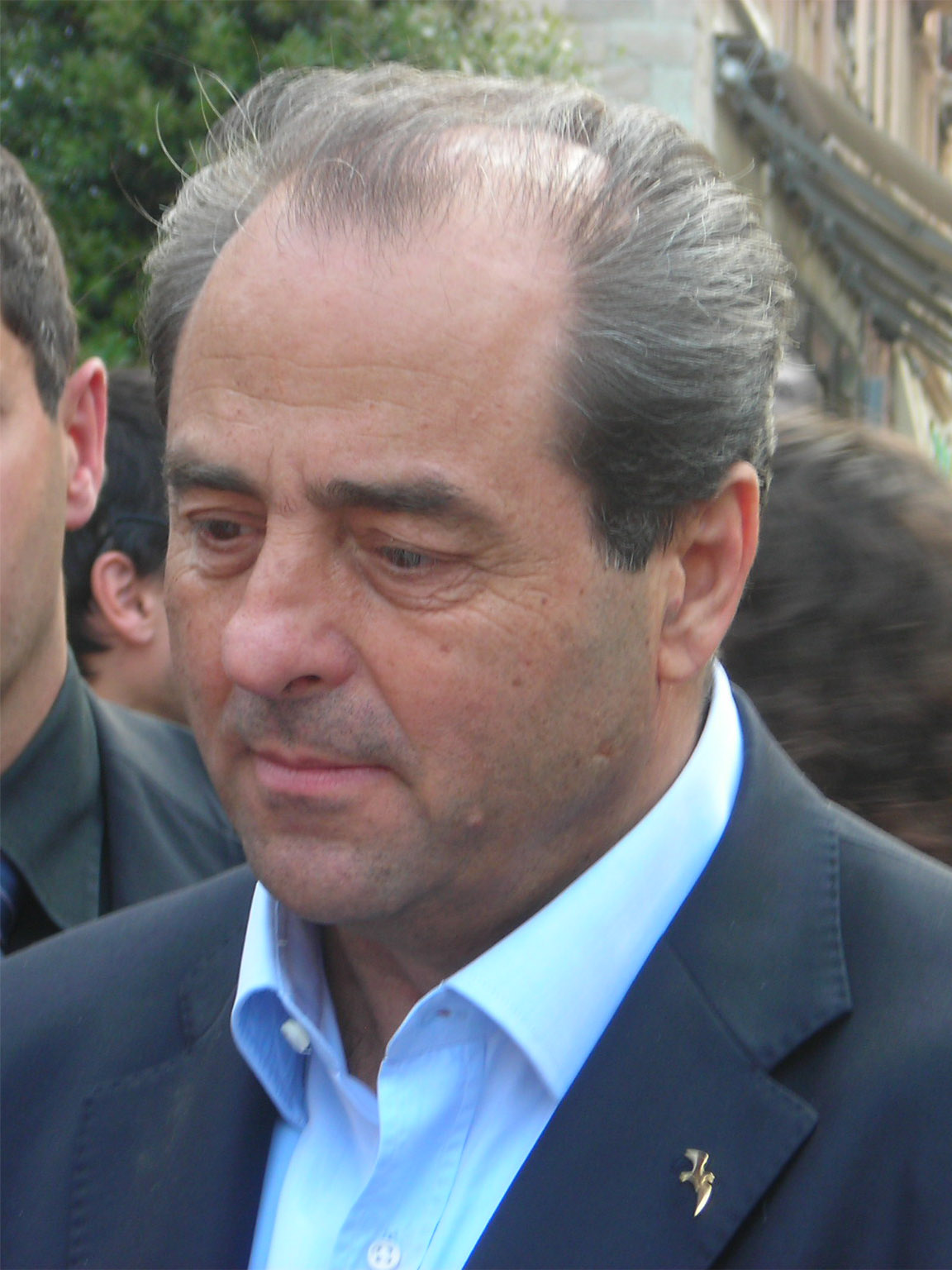
Di Pietro nel maggio 2011

### Inchiesta di Brescia
Dopo questi anni da protagonista della magistratura italiana, sono partite contro di lui diverse indagini giudiziarie, tutte risolte in assoluzioni piene o archiviazioni. Nel 1995 viene indagato dal sostituto procuratore di Brescia Fabio Salamone, ipotizzando reati di concussione e abuso d'ufficio in seguito a dichiarazioni rese dal generale Cerciello (sotto accusa in un processo sulla corruzione della guardia di finanza) ma il giudice per le indagini preliminari archivia il procedimento. 
Una seconda indagine viene aperta sempre a Brescia sulla base di affermazioni dall'avvocato Carlo Taormina (allora difensore del generale Cerciello), la testimonianza di Giancarlo Gorrini e dossier anonimi su presunti traffici illeciti tra l'ex pm e una società di assicurazioni. L'inchiesta successivamente prende una strada completamente diversa e il pm Salamone arriva a ipotizzare un complotto finalizzato a far dimettere Di Pietro per mezzo di ricatti e dossier anonimi. Per fare luce sulla vicenda il pm interroga gli ispettori ministeriali Dinacci e De Biase, i ministri Alfredo Biondi, Cesare Previti e il presidente del consiglio Silvio Berlusconi, mentre suo fratello Paolo viene indagato per estorsione, la testimonianza di Giancarlo Gorrini e dossier anonimi su presunti traffici illeciti tra l'ex pm e una società di assicurazioni. Secondo le ricostruzioni dei pm tutto sarebbe incominciato dopo che fu recapitato a Silvio Berlusconi un invito a comparire dalla procura di Milano il 21 novembre 1994: Previti avrebbe telefonato all'ispettore ministeriale Dinacci e l'avrebbe messo in contatto con Gorrini il quale si sarebbe presentato lo stesso giorno all'ispettorato per presentare le sue documentazioni contro Di Pietro. Questo avveniva il 23 novembre 1994. Il 29 il ministro Alfredo Biondi ha ordinato di aprire l'inchiesta su Di Pietro.
Il 6 dicembre Di Pietro annuncia le dimissioni e il 10 l'inchiesta viene archiviata. È allora che Salamone mette sotto controllo diversi telefoni e dalle telefonate di Gorrini sulla vicenda emerge il nome di Paolo Berlusconi, suo conoscente e l'incriminazione per lo stesso. Successivamente vengono incriminati anche Cesare Previti, Sergio Cusani per estorsione e lo stesso Silvio Berlusconi per estorsione e attentato ai diritti politici del cittadino. In questa inchiesta emerge l'esistenza di un dossier del SISDE su Di Pietro chiamato "Achille".
Dopo le indagini si arriva a un processo con imputati Previti, Paolo Berlusconi e gli ispettori ministeriali che indagarono sul Di Pietro. Il 18 ottobre 1996, mentre è ancora in corso il processo sul presunto complotto contro Di Pietro, la procura generale di Brescia rimuove dall'incarico i pm Salamone e Bonfigli per una presunta "grave inimicizia" con Di Pietro (che comunque non era imputato) che "giunge al livello di pervicace odio privato". Il successivo ricorso in cassazione di Salamone contro la decisione della procura viene respinto. Il 21 gennaio 1997 il procuratore che sostiene la pubblica accusa in sostituzione di Salamone (Raimondo Giustozzi) rinuncia a interrogare i testimoni convocati dall'accusa e chiede subito l'assoluzione per tutti gli imputati". Il successivo ricorso in cassazione di Salamone contro la decisione della procura viene respinto. L'istanza viene accolta dal giudice.

### Accusa di offesa e attacchi verso Napolitano
Il 3 febbraio 2009 Di Pietro è stato iscritto nel registro degli indagati dalla Procura di Roma con l'accusa di offese all'onore o al prestigio del Presidente della Repubblica (articolo 278 del codice penale). L'atto è conseguente alla denuncia presentata il 31 gennaio dall'Unione delle Camere Penali Italiane, secondo la cui lettura dei fatti Di Pietro, nel corso del suo intervento durante la manifestazione organizzata dall'Associazione Nazionale Familiari Vittime di Mafia il 28 gennaio 2008 a Piazza Farnese, non si sarebbe limitato a criticare il comportamento del Presidente Napolitano, ma avrebbe attribuito un atteggiamento mafioso ai suoi silenzi.
Dal canto suo, Di Pietro ha risposto dal suo blog definendo l'iniziativa "Una mossa puramente politica [...] da parte del professore Oreste Dominioni, che sostiene di "non essere amico di questo o di quel governo", ma che è anche avvocato di famiglia Berlusconi oltre che Presidente dell'Unione delle Camere Penali", invitando anche a rivedere il video del suo intervento al fine di verificare come l'affermazione "il silenzio è mafioso" fosse inserita nella frase "Non siamo d'accordo sull'oblio che le istituzioni hanno nei confronti di questi familiari delle vittime. Vediamo le vittime del terrorismo, della mafia, della criminalità che vengono dimenticate ed abbandonate a sé stesse. Lo possiamo dire, o no? Rispettosamente! Ma il rispetto è una cosa, il silenzio un'altra: il silenzio uccide, il silenzio è mafioso, il silenzio è un comportamento mafioso.".
Proprio in virtù di ciò il 13 febbraio 2009 la Procura della Repubblica di Roma, per mezzo del Procuratore Giovanni Ferrara e del PM Giancarlo Amato, ha richiesto l'archiviazione, ritenendo che: 
Di Pietro è tornato ad attaccare il Presidente della repubblica sostenendo che la bocciatura dei referendum sulla legge elettorale avvenuta il 12 gennaio 2012 da parte della Corte costituzionale sarebbe stata una scelta non giuridica ma di favore per compiacere il Capo dello Stato e la sua «maggioranza inciucista». Giorgio Napolitano ha replicato immediatamente che si tratta di «un'insinuazione volgare e del tutto gratuita che denota solo scorrettezza istituzionale».

### Immunità parlamentare per diffamazione
Nell'aprile 2009 il Parlamento Europeo ha confermato (654 voti favorevoli, 11 contrari e 13 astenuti) l'immunità parlamentare a vantaggio di Di Pietro, bloccando la causa civile per diffamazione intentatagli dal giudice Filippo Verde a seguito di un articolo pubblicato sul sito dell'Italia dei Valori. Nel commentare il processo pendente dinanzi al Tribunale di Milano per la vicenda IMI-SIR/Lodo Mondadori, Di Pietro affermava che Verde era stato accusato di corruzione per aver accettato una tangente al fine di "aggiustare" una sentenza. In effetti, Filippo Verde non è mai stato coinvolto nella vicenda processuale del Lodo Mondadori, mentre lo è stato nel processo IMI-SIR, nell'ambito del quale era stato assolto da tutte le imputazioni contestategli. L'unico italiano che si è espresso con voto contrario è stato Roberto Fiore, europarlamentare di Forza Nuova.
Ha invocato l'immunità parlamentare anche nel procedimento civile intentato da Salvatore Cuffaro presso il Tribunale di Palermo. In questo caso, il Tribunale non ha riconosciuto la sussistenza dei presupposti per l'insindacabilità delle affermazioni dell'ex pm di mani pulite e l'ha condannato a risarcire Salvatore Cuffaro. La causa civile era stata avviata perché Di Pietro aveva linkato sul proprio sito internet, www.antoniodipietro.it, il video "Costanzo Show Cuffaro aggredisce Falcone" e aveva affermato che Cuffaro avesse screditato Falcone. Il Tribunale di Palermo, con sentenza n. 1742/2013, ha riconosciuto che Cuffaro non aveva detto nulla contro Giovanni Falcone e ha considerato diffamatorie le affermazioni di Antonio Di Pietro.

### Sospensione dal Foro
L'Ordine degli Avvocati di Bergamo, Foro presso il quale l'ex magistrato attualmente esercita la professione di avvocato, in data 7 luglio 2009, ha inflitto ad Antonio Di Pietro la sanzione della sospensione disciplinare per la violazione del divieto di assumere incarichi contro ex clienti di cui all'articolo 51 del codice deontologico della professione forense. Il riferimento è al processo, svoltosi in Corte d'Assise a Campobasso, nel quale Di Pietro era il legale di parte civile per l'omicidio di Giuliana D'Ascenzo, compaesana di Montenero di Bisaccia, e nel quale imputato era Pasqualino Cianci, precedentemente assistito proprio da Di Pietro.

### A cena con SISDE e CIA
Nel 2010, dal cofondatore dell'IdV Mario Di Domenico per il suo libro "Il colpo allo stato", vengono rese pubbliche alcune foto risalenti al 1992 che ritraggono Di Pietro a cena in una caserma dei carabinieri con alcuni esponenti dei servizi segreti, tra i quali Bruno Contrada che solo nove giorni dopo sarà arrestato e poi condannato in via definitiva per concorso esterno in associazione di tipo mafioso (condanna successivamente rivista in Cassazione il 7 luglio 2017). Alla cena erano presenti anche alcuni agenti statunitensi della CIA.
Il 6 luglio 2015, Antonio di Pietro ha ottenuto un risarcimento di 60.000 euro da Mario Di Domenico e i suoi editori.

### CEPU
Fondato nel 1995, il CEPU ha inizialmente goduto dell'amicizia tra il suo fondatore Francesco Polidori e Di Pietro, che prese parte alle prime campagne pubblicitarie e tenne seminari in qualità di docente di Tecnica processuale. Inoltre, nel 1998 Di Pietro fondò l'Italia dei Valori in un hotel di Sansepolcro di proprietà del gruppo di Polidori. Successivamente, i legami tra Di Pietro e Polidori si sono indeboliti, e quest'ultimo si è candidato nella lista "Federalismo Democratico Umbro" senza stringere alleanze con partiti già presenti in Parlamento.

### Inchiesta di Report
Una puntata di Report dell'ottobre 2012 dedicata al patrimonio personale di Di Pietro ha suscitato notevoli polemiche che hanno avuto influenza anche sul partito Italia dei Valori, contribuendo alla fuoriuscita di alcuni esponenti, tra cui Massimo Donadi. Nella trasmissione si è affermato che: "Escludendo da questa lista le 9 proprietà della moglie e le 2 del figlio maggiore Cristiano, le proprietà sono 45, un dato che comprende anche i terreni, le cantine, i garage..."
Sempre secondo Report, unendo le proprietà familiari sarebbero del valore stimato (per difetto) intorno ai 5 milioni di euro, e che parte di essi sarebbe stato acquistato utilizzando fondi ricavati dai rimborsi elettorali e da un lascito. Peraltro diverse accuse presentate verso Di Pietro erano già state valutate dalla magistratura, con sentenze a lui favorevoli.
Di Pietro, tramite il suo blog, si è subito difeso portando come prova le visure catastali. Da questi documenti emergerebbe secondo Di Pietro che "un modesto appartamento diviso in due e da me regalato nel 2008 ai miei figli Anna e Totò, a Milano, è diventato nella campagna di calunnia 15 case"; ha aggiunto inoltre di aver "messo a disposizione di chiunque i documenti che dimostrano come in quell'agguato travestito da inchiesta siano state fatte passare per mie proprietà marciapiedi, svincoli, strade di accesso e persino giardinetti pubblici". Sempre secondo Di Pietro dagli incartamenti del catasto si dedurrebbe che i due appartamenti di Bergamo costituiscono in realtà un solo appartamento, acquistato dalla moglie Susanna Mazzoleni. Ha infine dichiarato che sporgerà querela contro la giornalista di Report che ha condotto l'inchiesta. La risposta della giornalista che riprendeva il servizio della collega oltre a negare le false accuse (56 case), ribadiva: “Il punto però è il valore di queste proprietà. E il fatto che per nove anni Di Pietro, la moglie e la fidata Silvana Mura hanno gestito 50 milioni di rimborsi elettorali senza che il bilancio fosse mai mostrato agli altri membri del partito”. 
Tuttavia, nonostante gli annunci, decorso il termine di novanta giorni, Di Pietro non ha sporto querela, ma ha annunciato una causa civile.

### Parte civile al processo per compravendita di senatori
Nel febbraio 2014 si costituisce parte civile per l'IdV al processo sulla presunta compravendita di senatori da parte di Silvio Berlusconi.

## Il lessico "dipietrese"
(Celebre frase di Di Pietro rivolta all'allora Presidente del consiglio dei ministri Silvio Berlusconi, durante una replica alla Camera dei deputati nel 2010.)
Alcuni aspetti del linguaggio utilizzato da Antonio Di Pietro, dapprima come magistrato, e, in seguito, dopo l'abbandono dell'ordine giudiziario, nella sua azione politica, sono stati oggetto dell'attenzione dei media, che hanno coniato il neologismo "dipietrese", entrato nel gergo giornalistico e usato dallo stesso Di Pietro.
Il fenomeno ha attratto l'attenzione dei linguisti, con articoli e commenti, per le sue caratteristiche innovative nel tradizionale modo di esprimersi della comunicazione pubblica in Italia, riconosciutegli in gradi diversi dai vari studiosi.
Questo modo d'esprimersi è salito alla ribalta nelle aule giudiziarie, in occasione delle udienze pubbliche di processi della stagione di Mani Pulite, in cui Di Pietro, in qualità di pubblico ministero, sosteneva il ruolo della pubblica accusa. In particolare, è venuto all'attenzione di un vasto pubblico a seguito della messa in onda delle registrazioni delle udienze di quei processi.

### Caratteristiche del dipietrese
Il dipietrese si caratterizza per un lessico e un registro linguistico coloriti e popolari, con uno stile comunicativo spesso scevro da tecnicismi e formalismi, condito da espressioni tipiche, esclamazioni, detti proverbiali, neologismi funzionali, come «dazione» e «dazione ambientale», «fuggitore di notizie» (autore delle fughe di notizie), «mosca cavallina», «zanzata», «benedettiddio!» o «Santa Madonna!», «che c'azzecca?» («cosa c'entra?»), «Non ho capito!», «Scusi, non ho capito!» (frasi ed esclamazioni rivolte a testimoni o imputati per sottolineare la contraddittorietà di quanto dichiarato), «O è zuppa, o è pan bagnato», e l'affermarsi di numerose altre polirematiche e neologismi divenute patrimonio del linguaggio comune, come "Mani pulite" e "Tangentopoli".
L'eloquio tende a uno stile nominale, pur senza eccedere, come altri, in nominalismi. Un'altra cifra distintiva è l'ampio uso di sigle in funzione di «parole piene»: «il PG» (Procuratore generale), «il GIP» (Giudice per le indagini preliminari), «il PM» (pubblico ministero).

### Innovatività del linguaggio di Di Pietro
Quando il linguaggio di Di Pietro si manifestò per le prime volte, offrendosi a una vasta platea giornalistica e televisiva, in esso fu immediatamente riconosciuto un carattere di novità, rispetto a formulazioni linguistiche retoriche e stereotipate del linguaggio settoriale normalmente associato all'ambiente giudiziario. La novità del linguaggio si accompagnava alla novità della condotta dibattimentale, anch'essa fuori dagli schemi per quanto riguarda il modo di porgere le prove agli interlocutori del pubblico ministero, anche con l'utilizzo, veramente innovativo per l'epoca, di risorse informatiche e multimediali.
Il giudizio sull'innovatività linguistica del dipietrese, assume toni diversi nelle opinioni dei linguisti: Michele Cortelazzo, ad esempio, senza negarne gli aspetti di novità, considera il linguaggio di Antonio Di Pietro ancora troppo vincolato ai paludamenti del tecnicismo giudiziario. Più severo è il giudizio di Raffaele Simone, che invece riconosce nel dipietrese i vizi perduranti del linguaggio della comunicazione pubblica italiana, «enigmaticità ed equivocità», accostate, nel suo caso, a una dose di «scombinatezza».

## Di Pietro e Internet
Grazie alla sua formazione giovanile nel settore delle telecomunicazioni, Di Pietro ha sempre posto l'accento in quasi ogni sua esperienza lavorativa su tale ambito.
A partire dal mese di gennaio del 2006 Di Pietro tiene un blog personale. Tra le iniziative di spicco, oltre alla pubblicazione di riflessioni personali, alla pubblicizzazione delle iniziative e degli incontri nazionali del partito e alla spiegazione della linea politica che egli segue, ha riproposto la spiegazione di tutte le decisioni prese all'interno del Consiglio dei ministri sotto forma di videoclip ospitate su YouTube, a partire col CdM del 19 gennaio 2007 (e pubblicato poi sul blog il 22 gennaio).
Il 28 febbraio seguente ha annunciato sul suo blog di aver aperto uno spazio per l'Italia dei Valori nella comunità virtuale Second Life, avendo acquistato un'isola su cui ha piantato la bandiera del partito. In seguito l'area è stata allestita con nuove costruzioni e, a partire dal 26 marzo, è sede per le riunioni di IDV AGORÀ, gruppo di avatar di Second Life che si riconosce negli ideali di Italia dei Valori. Il 12 luglio Antonio Di Pietro tiene la prima conferenza stampa ufficiale del partito su Second Life, davanti all'avatar di numerosi giornalisti e simpatizzanti che hanno interagito, ponendo domande anche per verificare che non fosse una registrazione.
A causa di un articolo pubblicato sul proprio sito internet dal titolo "Vi difendiamo tutti da Cuffaro", Antonio di Pietro è stato condannato dal Tribunale Civile di Palermo, con sentenza n. 1742/2013, a risarcire Salvatore Cuffaro con la somma di 6000,00 €, oltre 4980,00 € di spese legali e alla pubblicazione della sentenza sul Corriere della Sera e La Repubblica, per aver detto erroneamente che lo stesso avrebbe screditato il giudice Giovanni Falcone nel corso di una trasmissione televisiva andata in onda nel 1991.
Il 27 luglio 2021, la Corte di Appello conferma la sentenza del Tribunale di Palermo che aveva condannato Di Pietro per diffamazione nei confronti di Salvatore Cuffaro. La sentenza ha accertato che Cuffaro nel 1991 non si era scagliato contro Falcone e la magistratura, ma contro l'ex sostituto procuratore di Trapani Francesco Taurisano.

## Opere
- Costituzione italiana. Diritti e doveri, Bergamo, Larus, 1994, OCLC 805687196.
- Costruire il futuro. Testo di educazione civica per le scuole medie superiori, Bergamo, Larus, 1995. ISBN 88-7747-952-3.
- Diventare grandi. Testo di educazione civica per la scuola media inferiore, Bergamo, Larus, 1995. ISBN 88-7747-953-1.
- Economia delle istituzioni. Impresa e istituzioni. Anno accademico 1994-95, Milano, Guerini Scientifica, 1995. ISBN 88-8107-027-8.
- Conoscere per partecipare. Educazione civica per le scuole elementari, Bergamo, Larus, 1996. ISBN 88-7747-136-0.
- Educazione civica. Con elementi di diritto ed economia. Per il biennio delle scuole superiori, Bergamo, Larus, 1996. ISBN 88-7747-137-9.
- La mia politica, Roma, Editrice periodici culturali, 1997.
- Memoria. [Gli intrighi e i veleni contro «Mani pulite»], Milano, Kaos, 1999. ISBN 88-7953-083-6; 2003. ISBN 88-7953-083-6.
- Intervista su Tangentopoli, Roma-Bari, Laterza, 2000. ISBN 88-420-6187-5.
- Montenero di Bisaccia. La storia, i documenti, le immagini, con Guglielmo De Filippo, Napoli, Luciano, 2003.
- Il guastafeste. La storia, le idee, le battaglie di un ex magistrato entrato in politica senza chiedere permesso, con Gianni Barbacetto, Milano, Ponte alle grazie, 2008. ISBN 978-88-6220-026-4.
- Ad ogni costo. Battaglie e proposte per un'altra Italia, Milano, Ponte alle grazie, 2010. ISBN 978-88-6220-131-5.
- Politici. Da Craxi a Berlusconi, da Bossi a Fini, da Prodi a Grillo a Monti, quattordici ritratti insoliti, con Morena Zapparoli Funari, Milano, Ponte alle grazie, 2012. ISBN 978-88-6220-530-6.